# Subulispora cylindrospora
Subulispora cylindrospora är en svampart som beskrevs av P.M. Kirk 1985. Subulispora cylindrospora ingår i släktet Subulispora, divisionen sporsäcksvampar och riket svampar.   Inga underarter finns listade i Catalogue of Life.